# 91023 Lutan
91023 Lutan este un asteroid din centura principală de asteroizi.

## Descriere
91023 Lutan este un asteroid din centura principală de asteroizi. A fost descoperit pe 23 februarie 1998 la Xinglong în cadrul programului Beijing Schmidt CCD Asteroid Program. Asteroidul prezintă o orbită caracterizată de o semiaxă mare de 2,59 ua, o excentricitate de 0,21 și o înclinație de 9,7° în raport cu ecliptica.